# Villaherreros
Villaherreros is een gemeente in de Spaanse provincie Palencia in de regio Castilië en León met een oppervlakte van 40,79 km². Villaherreros telt 199 inwoners (1 januari 2016).

## Demografische ontwikkeling
Bron: INE, 1857-2011: volkstellingen
Opm.: In 1973 werd de gemeente Fuente Andrino aangehecht

## Geboren te Villaherreros
- Ana Isabel Alonso (1963), atlete